# Phryganistria heusii
Phryganistria heusii är en insektsart som först beskrevs av Frank H.Hennemann och Oskar V.Conle 1997.  Phryganistria heusii ingår i släktet Phryganistria och familjen Phasmatidae. Inga underarter finns listade i Catalogue of Life.